# Bas (Gabas)
Der Bas (im Oberlauf: Grand Bas) ist ein Fluss in Frankreich, der im Département Landes in der Region Nouvelle-Aquitaine verläuft. Er entspringt im Gemeindegebiet von Lauret, entwässert generell in nordwestlicher Richtung und mündet nach rund 28 Kilometern an der Gemeindegrenze von Coudures und Eyres-Moncube als rechter Nebenfluss in den Gabas.

## Orte am Fluss
(Reihenfolge in Fließrichtung)
- Lauret
- Clèdes
- Geaune
- Urgons
- Coudures